# Чилавења
Чилавења (итал. Cilavegna) је насеље у Италији у округу Павија, региону Ломбардија.
Према процени из 2011. у насељу је живело 5583 становника. Насеље се налази на надморској висини од 116 м.

## Становништво
Према резултатима пописа становништва 2011. у општини је живело 5.656 становника.
| 1936. | 1951. | 1961. | 1971. | 1981. | 1991. | 2001. | 2011. |
| ----- | ----- | ----- | ----- | ----- | ----- | ----- | ----- |
| 4.125 | 4.165 | 4.533 | 4.366 | 4.211 | 4.416 | 4.979 | 5.656 |